# Januar

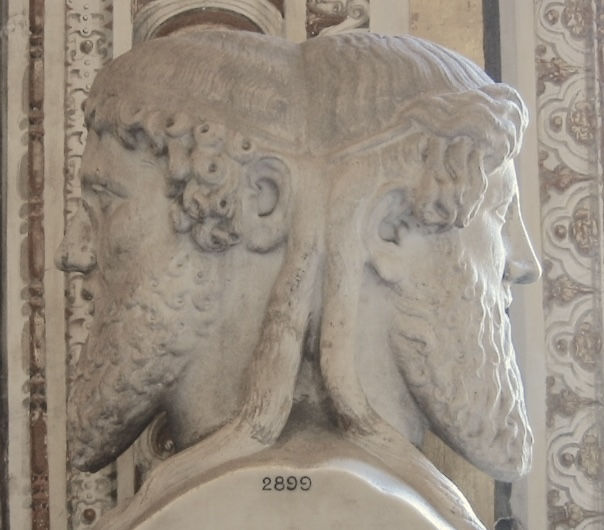
Janus-Statue

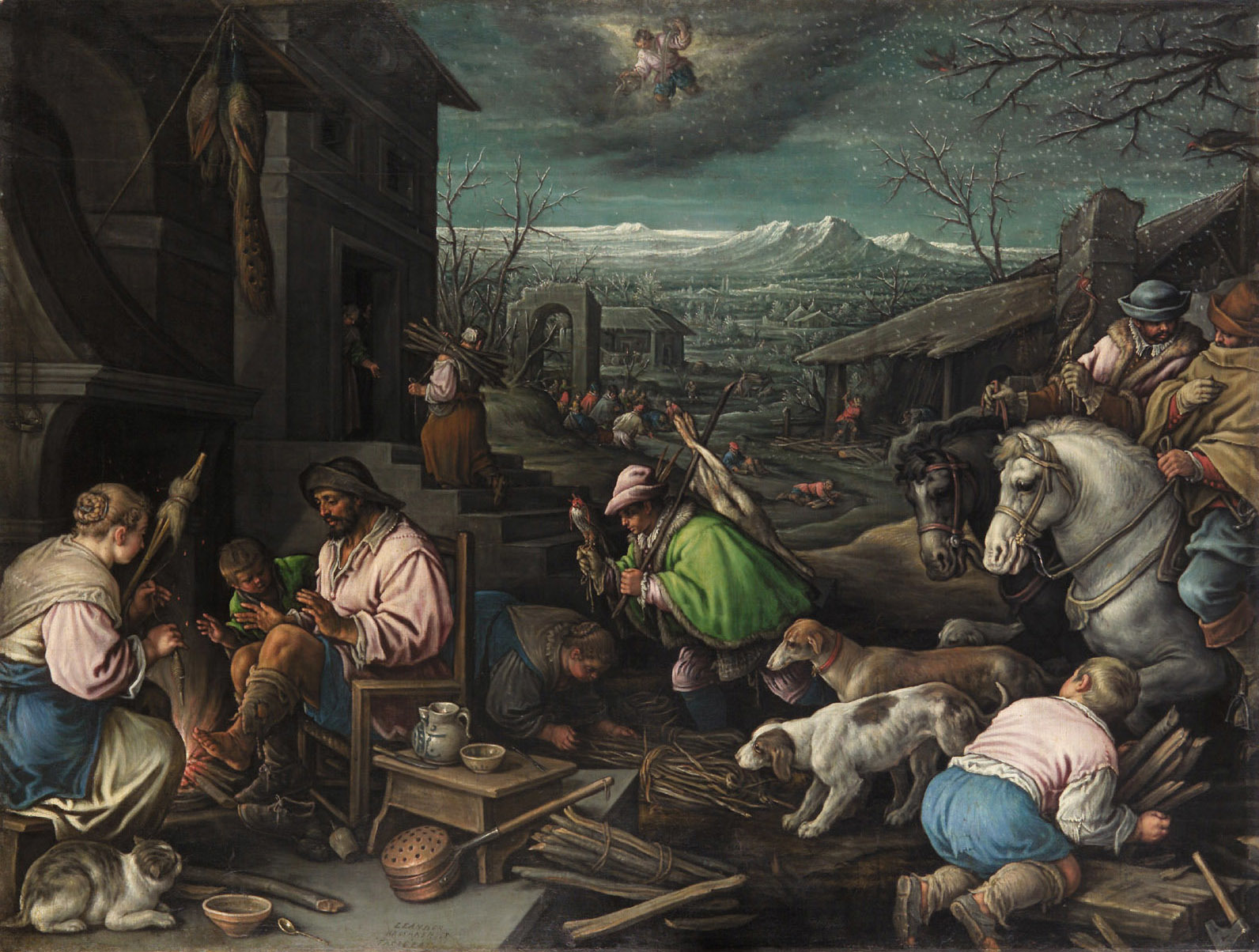
Januar, von Leandro Bassano, 1595/1600

Der Januar (lateinisch mensis Ianuarius), in Teilen des oberdeutschen Sprachraums zudem, in Österreich auch offiziell Jänner, ist der erste Monat des Jahres im gregorianischen und im julianischen Kalender. Er hat 31 Tage. Veraltete Namensformen sind Hartung, Hartmonat, Schneemonat, Eismond, Wintermonat oder Wolfsmonat.
Benannt ist er nach dem römischen Gott Janus, der mit zwei Gesichtern dargestellt wird. Er gilt als Gott des Anfangs und des Endes, der Ein- und Ausgänge, der Türen und der Tore. Im Amtsjahr des römischen Kalenders war der Ianuarius ursprünglich der elfte Monat und hatte 29 Tage. Mit der Umstellung des Jahresbeginns vom 1. März auf den 1. Januar im Jahre 153 v. Chr., als man den Amtsantritt der beiden Konsuln, nach denen die Römer die Jahre zu benennen pflegten, um zwei Monate vorverlegte, wurde der Ianuarius zum ersten Monat des Kalenders. Nach Cäsars Kalenderreform erfolgte im julianischen Kalender ab dem Jahr 45 v. Chr. durch Einschub von zwei Zusatztagen eine Verlängerung des Monats auf 31 Tage. Unter Kaiser Commodus wurde der Monat zeitweilig in Amazonius umbenannt, nach dem Tod des Kaisers erhielt er allerdings wieder seinen alten Namen zurück.
Der Januar beginnt seither immer mit demselben Wochentag wie der Mai des Vorjahres. In Schaltjahren außerdem mit demselben Wochentag wie der April und der Juli desselben Jahres, sonst wie der Oktober (siehe Doomsday-Methode).
Welche Woche als erste Kalenderwoche des neuen Jahres gilt, hängt vom Wochentag des 1. Januars ab. Wenn er auf Montag bis Donnerstag fällt, gehört er zur ersten Kalenderwoche des neuen Jahres (ISO 8601), da diese Woche dann mindestens vier Tage im neuen Jahr hat. Das bedeutet also, dass der 4. Januar immer in der ersten Kalenderwoche liegt.

## Jänner

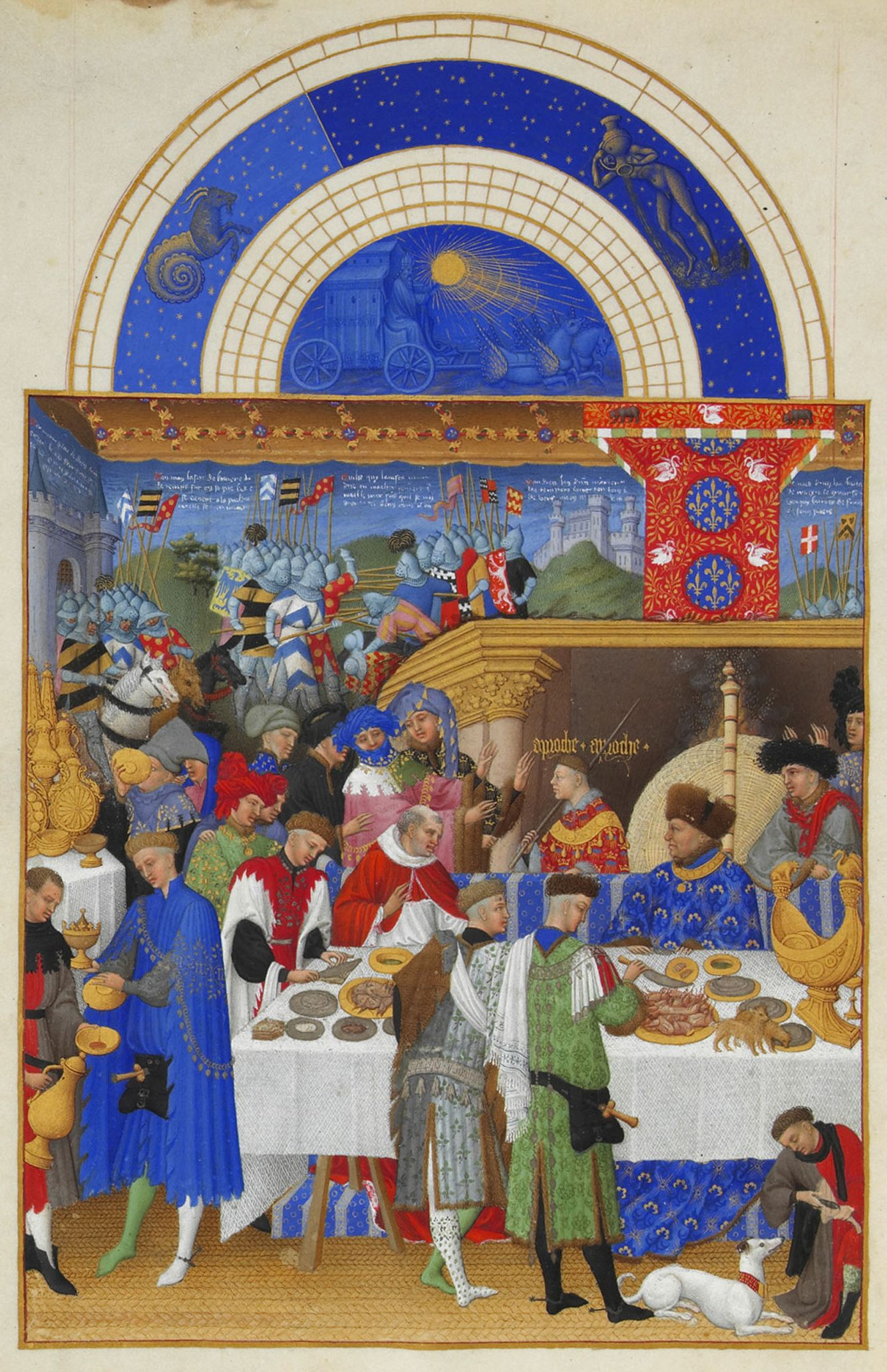
Der Monat Januar im Stundenbuch Très Riches Heures

Die Form jennare > Jänner wurde schon in mittelhochdeutscher Zeit aus der spätlateinischen Variante Ienuarius übernommen, auf welche etwa auch spanisch Enero oder italienisch Gennaio und französisch Janvier zurückgehen, während Januar eine gelehrte Entlehnung aus dem 18. Jahrhundert aus klassisch lateinisch (mensis) Ianuarius ist. Im 19. Jahrhundert war der Begriff Jänner selbst in dem innerhalb des oberdeutschen Raums weit nördlich liegenden Würzburg gleichberechtigt neben Januar üblich, wie zahlreiche amtliche Bekanntmachungen beweisen. So war im Intelligenzblatt für das Großherzogthum Würzburg 1817 davon die Rede, dass „nächstkommenden Montag den 20. Jänner Nachmittags um 2 Uhr“ beim Würzburger Rentamt Getreide ersteigert werden könne. Das Wort Januar verdrängte in der Folge Jänner zuerst im Norden des deutschen Sprachraums und setzte sich dort durch. Selbst im Süden, in Bayern und in der Schweiz, wird Jänner schriftsprachlich nur noch selten gebraucht.
Anders ist die Entwicklung in anderen Teilen des oberdeutschen Sprachraums, so in Österreich und Südtirol: Hier ist Jänner nach wie vor die allgemein übliche Bezeichnung für den ersten Monat des Jahres, sowohl umgangs- und schriftsprachlich als auch nach dem Österreichischen Wörterbuch. Dagegen wird der Gebrauch des Ausdruckes Feber für den zweiten Monat seltener. Für die letzten Jahrzehnte wurde eine zunehmende Verwendung des Monatsnamens Jänner in Österreich nachgewiesen, mittlerweile wird das Wort Januar kaum mehr genutzt. Entgegen dem allgemeinen Sprachgebrauch in Österreich ersetzen manche österreichische Lektoren dennoch das Wort Jänner durch Januar, um auf den gesamten deutschen Sprachraum und seinen Buchmarkt Rücksicht zu nehmen.

## Feiertage
Gesetzlicher Feiertag in allen deutschsprachigen Ländern ist der Neujahrstag am 1. Januar. In Baden-Württemberg, Bayern, Sachsen-Anhalt, ganz Österreich und einigen Schweizer Kantonen ist auch der Tag der Heiligen Drei Könige am 6. Januar gesetzlich als Feier- beziehungsweise Ruhetag anerkannt. In anderen Teilen der Schweiz ist der Berchtoldstag am 2. Januar ein arbeitsfreier Tag. Weitere Feier- und Gedenktage siehe
Kategorie:Liste (Feiertage) und Liste von Gedenk- und Aktionstagen.

## Klima
Der Januar ist nördlich des nördlichen Wendekreises, also in Europa, Nordamerika und dem größten Teil Asiens, der kälteste Monat des Jahres und des Nordwinters. Nur in Bereichen mit sehr maritimem Klima (Helgoland, Westküste Irlands, spanische Atlantikküste) ist der Februar der kälteste, in Bereichen extrem kontinentalen Klimas (Teile Sibiriens) ist der Dezember der kälteste Monat im langjährigen Mittel.
Die höchste weltweite Monatsmitteltemperatur für einen Januarmonat wurde im Jahr 2025 verzeichnet.

### Klima in Deutschland
Der Januar ist, außer auf Helgoland, der im langjährigen Mittel kälteste Monat in Deutschland. Vor allem in der zweiten Monatshälfte werden oft die niedrigsten Temperaturen des Jahres gemessen. Die Durchschnittstemperatur liegt im Mittel bei −0,6 °C. Nachts können die Temperaturen vor allem im Osten und Süden sowie in den Mittelgebirgen regelmäßig auch unter −10 °C absinken. Dort steigt das Thermometer auch am Tage oft nicht über den Gefrierpunkt. Vergleichsweise mild bleibt es hingegen im Nordwesten und entlang des Rheins.

## Varia
Für den Januar gibt es zahlreiche Bauernregeln, die vom Januarwetter auf das restliche Jahr und die entsprechende Ernte schließen, siehe Liste von Bauernregeln.